# Charles C. Thompson
Charles Coleman Thompson (nacido el 11 de abril de 1961) es un prelado de la Iglesia católica en los Estados Unidos.  Es el arzobispo de Indianápolis.  Se desempeñó como obispo de Evansville, Indiana, de 2011 a 2017.

## Carrera
Thompson nació en Louisville, Kentucky. Asistió al Bellarmine College y se graduó con un bachillerato en contabilidad.  Obtuvo una maestría en divinidad en la Escuela de Teología de Saint Meinrad y una licenciatura en derecho canónico en la Universidad de San Pablo.
Desde su ordenación en 1987 hasta 1990, se desempeñó como pastor asociado en la Catedral de San José en Bardstown, Kentucky y como capellán en la Escuela Secundaria Bethlehem. En 1992 reanudó su trabajo a tiempo parcial como pastor asociado en San Francisco de Asís en Louisville. En 1993 fue nombrado vicario metropolitano y director de Tribunales. Administró St. Peter Claver en Louisville de 1994 a 1996 y también fue capellán de Presentation Academy en Louisville de 1995 a 1997. En 1996 fue trasladado a St. Augustine en Lebanon, Kentucky como pastor.  Fue nombrado Defensor del Bono y juez del Tribunal Diocesano en 1998. Fue transferido en 2002 a Holy Trinity en Louisville como pastor, alrededor de la cual se convirtió en capellán de la Academia del Sagrado Corazón. Fue nombrado vicario general en 2008. Thompson se desempeñó como vicario general de la arquidiócesis de Louisville y fue pastor de Holy Trinity en Louisville.
En junio de 2019, el arzobispo Thompson solicitó a dos escuelas secundarias católicas de su arquidiócesis que no renovaran los contratos con los maestros que habían contraído matrimonio civil entre personas del mismo sexo. Cuando la escuela preparatoria jesuita Brebeuf no cumplió, el arzobispo Thompson decidió despojar a la escuela jesuita de su condición católica. La decisión fue apelada ante la Santa Sede por los jesuitas, y fue rescindida temporalmente mientras se podía escuchar la apelación. El maestro Brebeuf que fue despedido demandó a la arquidiócesis por daños y perjuicios. La Escuela Secundaria Cathedral, también ubicada dentro de la arquidiócesis, decidió cumplir con la directiva de Thompson para mantener su estatus católico y su asociación con la arquidiócesis de Indianápolis.

## Episcopado

### Obispo de Evansville

Escudo de Armas cuando era Obispo de Evansville

El Papa Benedicto XVI nombró a Thompson como el quinto obispo de la diócesis de Evansville el 26 de abril de 2011. Fue consagrado por el arzobispo Joseph Edward Kurtz el 29 de junio de 2011, en el estadio municipal Roberts en Evansville. Los principales co-consensores fueron los arzobispos Daniel M. Buechlein, OSB de Indianápolis, Thomas C. Kelly, OP, arzobispo emérito de Louisville y el obispo Gerald Andrew Gettelfinger, obispo emérito de Evansville.

### Arzobispo de Indianápolis
El Papa Francisco lo nombró Arzobispo de Indianápolis el 13 de junio de 2017.  Fue instalado el 28 de julio de 2017.